# رائول گارسیا پیرنا
رائول گارسیا پیرنا (انگلیسی: Raúl García Pierna؛ زادهٔ ۲۳ فوریهٔ ۲۰۰۱ ‏(۲۴ سال)) دوچرخه‌سوار اهل اسپانیا است.